# Ronde van Spanje 2005
De 60e editie van de Ronde van Spanje (Vuelta a España) werd gehouden van 27 augustus tot 18 september 2005.
Het algemeen klassement werd gewonnen door Roberto Heras die ook al in 2000, 2003 en 2004 de eindwinnaar was. Op 25 november 2005 werd de analyse van het B-staal van Roberto Heras, afgenomen na de voorlaatste rit (een individuele tijdrit) positief bevonden. Het gevolg van dit resultaat was dat hij zijn Vuelta-zege verloor aan de Rus Denis Mensjov, tweede in de algemene einduitslag. In 2011 werd dit echter door een Spaanse rechtbank terug omgekeerd, waardoor Heras toch zijn vierde Vuelta won.

## Klassementen
| Gouden trui Algemeen klassement |                       |           |
| 1.                              | Roberto Heras         | 82u22'55" |
| 2.                              | Denis Mensjov         | 82u27'31" |
| 3.                              | Carlos Sastre         | + 0.18    |
| 4.                              | Francisco Mancebo     | + 1.22    |
| 5.                              | Carlos García Quesada | + 3.30    |

| Visjestrui Puntenklassement |                     |          |
| 1.                          | Alessandro Petacchi | 169 pnt. |
| 2.                          | Roberto Heras       | 169 pnt. |
| 3.                          | Denis Mensjov       | 142 pnt. |
| 4.                          | Carlos Sastre       | 124 pnt. |
| 5.                          | Erik Zabel          | 118 pnt. |

| Oranje trui Bergklassement |                   |          |
| 1.                         | Joaquím Rodríguez | 200 pnt. |
| 2.                         | Eladio Jiménez    | 166 pnt. |
| 3.                         | Roberto Heras     | 110 pnt. |
| 4.                         | Denis Mensjov     | 72 pnt.  |
| 5.                         | Francisco Mancebo | 65 pnt.  |

## Etappe-overzicht
| etappe  | datum |                                          | afstand  | winnaar               | leider        |
| ------- | ----- | ---------------------------------------- | -------- | --------------------- | ------------- |
| 1       | 27-08 | Granada - Granada (TT)                   | 9 km     | Denis Mensjov         | Denis Mensjov |
| 2       | 28-08 | Granada - Córdoba                        | 188 km   | Leonardo Bertagnolli  | Bradley McGee |
| 3       | 29-08 | Córdoba - Puertollano                    | 153 km   | Alessandro Petacchi   | Bradley McGee |
| 4       | 30-08 | Ciudad Real - Argamasilla de Alba        | 220 km   | Alessandro Petacchi   | Bradley McGee |
| 5       | 31-08 | Alcázar de San Juan - Cuenca             | 175 km   | Thor Hushovd          | Bradley McGee |
| 6       | 01-09 | Cuenca - Valdelinares                    | 205 km   | Roberto Heras         | Roberto Heras |
| 7       | 02-09 | Teruel - Vinaròs                         | 210 km   | Max van Heeswijk      | Roberto Heras |
| 8       | 03-09 | Tarragona - Lloret de Mar                | 180 km   | Alessandro Petacchi   | Roberto Heras |
| 9       | 04-09 | Lloret de Mar - Lloret de Mar (TT)       | 35 km    | Denis Mensjov         | Denis Mensjov |
| 10      | 05-09 | La Vall d'En Bas - Andorra               | 195 km   | Francisco Mancebo     | Denis Mensjov |
| 11      | 06-09 | Andorra - Cerler                         | 187 km   | Roberto Laiseka       | Denis Mensjov |
| Rustdag |       |                                          |          |                       |               |
| 12      | 08-09 | Logroño - Burgos                         | 145 km   | Alessandro Petacchi   | Denis Mensjov |
| 13      | 09-09 | Burgos - Santuario de la Bien Aparecida  | 170 km   | Samuel Sánchez        | Denis Mensjov |
| 14      | 10-09 | Nestlé - Lagos de Covadonga              | 170 km   | Eladio Jiménez        | Denis Mensjov |
| 15      | 11-09 | Cangas de Onís - Pajares                 | 190 km   | Roberto Heras         | Roberto Heras |
| Rustdag |       |                                          |          |                       |               |
| 16      | 13-09 | León - Valladolid                        | 150 km   | Paolo Bettini         | Roberto Heras |
| 17      | 14-09 | El Espinar - La Granja de San Ildefonso  | 160 km   | Carlos García Quesada | Roberto Heras |
| 18      | 15-09 | Ávila - Ávila                            | 197,5 km | Nicki Sørensen        | Roberto Heras |
| 19      | 16-09 | San Martin de Valdeiglesias - Alcobendas | 140 km   | Heinrich Haussler     | Roberto Heras |
| 20      | 17-09 | Guadalajara - Alcalá de Henares (TT)     | 40 km    | Rubén Plaza           | Roberto Heras |
| 21      | 18-09 | Madrid - Madrid                          | 140 km   | Alessandro Petacchi   | Roberto Heras |

(TT) = individuele tijdrit